# Christian Lapointe
Pour les articles homonymes, voir Lapointe.
Christian Lapointe est né le 10 juillet 1978 dans la région de Québec. Il est un metteur en scène, dramaturge, directeur artistique, comédien et pédagogue québécois,. D'abord connu pour avoir mis en scène plusieurs textes de l'écrivain irlandais William Butler Yeats, Lapointe est aussi connu comme étant l'auteur d'un cycle de pièces regroupées sous le nom du Cycle de la Disparition,.

## Biographie
Né dans la région de Québec, Christian Lapointe est admis comme étudiant en interprétation au Conservatoire d'art dramatique de Québec puis se forme à la mise en scène à l'École nationale de théâtre du Canada, d'où il gradue en 2005,. À l'automne 2001, il dirige un premier triptyque de courtes pièces de William Butler Yeats. À la suite d'une coproduction avec une institution théâtrale à Hanoï et à la mise en scène d'une seconde pièce du poète irlandais Yeats, il entre, en 2003, au perfectionnement de mise en scène de l'École nationale de théâtre du Canada.
Il est le fondateur du théâtre Péril et directeur artistique de Carte Blanche,. Au Festival TransAmériques 2015, il donne à voir et joue lui-même une représentation d'une durée de près de trois jours et deux nuits autour de l'œuvre d'Antonin Artaud,.
Il est interprète dans la pièce Le 20 novembre, sous la direction de Brigitte Haentjens. Sa performance lui vaudra une nomination au prix de l'Association québécoise des critiques de théâtre. Il travaille également aux côtés de Larry Tremblay pour la pièce L'Enfant matière pour la mise en scène.
Au fil du temps, il s'impose comme une figure atypique du paysage théâtral. Dans Sepsis, dernier opus du Cycle de la Disparition, six comédiens philosophent sur leur existence depuis une morgue. D'ailleurs, la mort est un thème récurrent dans les oeuvres de Lapointe, car le fait d'être dans un corps qui a une durée de vie limitée est une idée qui l'obsède. Alors qu’il était cracheur de feu à 19 ans, il a été victime, en direct à la télé lors du premier anniversaire de l’émission Le point J de l’animatrice Julie Snyder, d'un accident qui a nécessité des greffes de peau sur son cou et son torse ; cet événement a remis son rapport à la mort en perspective.
Héritier du mouvement symboliste, l’écriture de ses spectacles emprunte à l'art de la performance, se conçoit à partir et autour de dispositifs scéniques et flirte avec l'installation vidéo. Pédagogue à la démarche portant autour de notions observables de l’art du jeu au théâtre, il est l’idéateur d’une méthodologie pédagogique axée sur l’épaississement de la présence en scène par la modulation des positionnements scéniques dans le cadre d’une pratique théâtrale actorale. Ainsi, texte et gestes sont intrinsèquement liés lors de ses représentations et peuvent varier selon l'énergie et l'attention du public. Une attention particulière est portée à la relation entre la scène et la salle et la réalité et la fiction. Son Petit guide de l’apparition à l’usage de ceux qu’on ne voit pas et Les Jours gris témoignent de cette démarche.
En 2013, il met en scène le classique de langue allemande Outrage au public (Publikumsbeschimpfung) de Peter Handke. L’originalité de sa conception réside dans la soustraction des interprètes pour ne laisser que des voix de synthèse dire le texte, le tout enchâssé dans une installation de cinéma-direct donnant à voir le public à lui-même, activant à mi-chemin de la représentation un rejeu à rebours de sa présence.
Ses œuvres furent présentées dans de nombreuses institutions québécoises mais aussi au In Avignon, au Royal court theatre à Londres, à la Schaubühne à Berlin ainsi qu’à plusieurs reprises au Centre national des Arts du Canada à Ottawa, au Carrefour international de théâtre de Québec et au Festival TransAmériques à Montréal, et ce, sans compter d’autres diffusions notamment en Europe, en Asie et en Australie.
Après y avoir enseigné pendant près de huit ans, le 25 janvier 2016, il commence une résidence artistique à titre d’artiste et pédagogue à l'École nationale de théâtre. Ensuite, il sera professeur d’interprétation à l’École supérieure de théâtre jusqu’en 2021.
En 2019, il lance Constituons!, en partenariat avec l’Institut du Nouveau Monde, un processus qui propose de doter le Québec d’une constitution entièrement écrite par des citoyens sélectionnés par tirage au sort et représentatifs de la démographie de la société québécoise et ce, dans le cadre d’une mise à l’épreuve du théâtre comme agora populaire. Il est appuyé dans cette démarche par plus d’une douzaine d’institutions théâtrales partout sur le territoire québécois en plus de disposer d’un soutien important du monde académique québécois. La Constitution citoyenne du Québec qui émergea de ce processus fut déposée officiellement à l’Assemblée nationale du Québec le 29 mai 2019 par la député indépendante Catherine Fournier. S’ensuit la présentation de la pièce documentaire Constituons ! dans de nombreuses régions du Québec.
En juin 2022, il met en scène, à titre d’interprète de sa pièce Not One Of These People, l’auteur britannique Martin Crimp qui foule ainsi les planches pour la première fois en carrière. Pour cette représentation, Lapointe imagine et conçoit un dispositif d’hypertrucage (deepfake) en direct qui anime, par reconnaissance faciale, des avatars générés par GAN - Generative adversarial network.
En 2024, il continue de marquer son intérêt pour l’utilisation de l’hypertrucage en art contemporain par la création d’un film expérimental, fait entièrement avec ce procédé, adapté du livre Head in flames de l’auteur Américain Lance Olsen. Il « ressuscite » donc le cinéaste Theo van Gogh ainsi que le peintre Vincent van Gogh et ajoute la figure du meurtrier du cinéaste pour former un « oratorio » cinématographique à trois voix, tel que cela se décline dans le livre de Olsen. Cet objet hybride est, de l’aveu de l’artiste, une entreprise de commémoration du meurtre de Theo van Gogh survenu le 2 novembre 2004 à Amsterdam.
Il est aussi le compositeur musical du groupe LiYau côté de la créatrice montréalaise Laurence Dauphinais (voix et ligne mélodique des paroles) et du dramaturge britannique Simon Stephens (paroles).

## Œuvres

### Théâtre
- Trans(e), Montréal, Les Herbes Rouges, coll. « Scène_s », 2010, 76 p.  (ISBN 9782894193037).
- Anky ou La fuite/Opéra du désordre, suivi de Petit guide de l'apparition à l'usage de ceux qu'on ne voit pas, Montréal, Les Herbes rouges, coll. « Scène_s », 2011, 117 p.  (ISBN 9782894193228).
- C.H.S, suivi de Sepsis, Montréal, Les Herbes rouges, coll. « Scène_s », 2014, 114 p.  (ISBN 9782894193938).
- Constituons!, Montréal, Les Herbes rouges, coll. « Scène_s », 2019, 152 p.  (ISBN 9782894197196).
- Les jours gris, illustré par Vincent Giard (d’après Lionel Arnould), Montréal, Les Herbes Rouges, coll. « Scène_s », 2021, 84 p.  (ISBN 9782894197462).

### Mises en scène
- 2001 : Le Chien de Culann (d'après Au puits de l'épervier / L'unique rivale d'Emer / La mort de Cuchulainn) de William Butler Yeats[14]
- 2002 : Hoi Sinh / Dichotomie création[11]
- 2003 : Le seuil du palais du roi de William Butler Yeats[14]
- 2005 : Faisceau d’épingle de verre de Claude Gauvreau[11]
- 2006 : Axël de Auguste de Villiers de L'Isle-Adam[14]
- 2006 : La nuit des calandrystes de Daniel Danis [11]
- 2006 : Shopping and F***ing de Mark Ravenhill[11]
- 2007 : C.H.S. de Christian Lapointe[15]
- 2008 : Vu d’ici de Mathieu Arsenault[19]
- 2009 : Anky ou la fuite / Opéra du désordre de Christian Lapointe[15]
- 2009 : Nature morte dans un fossé de Fausto Paravidino[24]
- 2009 : Limbes (d'après - Calvaire / Résurrection / Purgatoire) de William Butler Yeats[14]
- 2010 : Trans(e) de Christian Lapointe[3]
- 2012 : Sepsis de Christian Lapointe[14]
- 2012 : L'Enfant matière de Larry Tremblay[19]
- 2013 : Outrage au public de Peter Handke[11]
- 2013 : Oxygène de Ivan Viripaev[14]
- 2013 : L'homme atlantique (et La maladie de la mort) de Marguerite Duras[11],[24]
- 2015 : Dans la République du bonheur de Martin Crimp[25]
- 2015 : Tout Artaud?! d'après l'œuvre d'Antonin Artaud[5]
- 2015 : Sauvageau Sauvageau d'après l'œuvre d'Yves Hébert Sauvageau[14]
- 2016 : Pelléas et Mélisande de Maurice Maeterlinck[26]
- 2017 : La vie littéraire de Mathieu Arsenault[19]
- 2018 : Portrait Of Restless Narcissism (PORN) de Nadia Ross et Christian Lapointe
- 2018 : Les beaux dimanches de Marcel Dubé[14]
- 2018 : Le reste vous le connaissez par le cinéma de Martin Crimp[26]
- 2019 : Constituons! de Christian Lapointe[11]
- 2022 : Quand nous nous serons suffisamment torturés de Martin Crimp
- 2022 : Titre(s) de travail de Natalie Fontalvo, Lauren Hartley, Odile Gagné-Roy, Christian Lapointe et Marie-Ève Lussier
- 2022 : Not one of these people de Martin Crimp
- 2022 : We are shining forever à la recherche de l’entrée du royaume des morts d’après La morte de Mathieu Arsenault
- 2023 : Parents et amis sont invités à y assister de Hervé Bouchard
- 2024 : Head in flames de Lance Olsen
- 2024 : Découronné.e.s de Herménégilde Chiasson, Céleste Godin, Georgette LeBlanc, Mélanie Léger, Jean-Philippe Raîche et Gabriel Robichaud
- 2025 : Use et abuse d’après L’économie esthétique de Alain Deneault (conjointement avec Alix Dufresne)
- 2025 : Hiroshima mon amour d’après le scénario de Marguerite Duras

## Prix et honneurs
- 2007 : Protégé au Prix Siminovitch, choisi par Brigitte Haentjens[5]
- 2010 : lauréat du Prix John-Hirsch[27],[28]
- 2011 : en nomination Prix de la critique de l'Association québécoise des critiques de théâtre, catégorie meilleure interprétation masculine pour Le 20 novembre[11]
- 2013 : lauréat de la Bourse Jean-Pierre Ronfard du Théâtre du Nouveau Monde[11]
- 2014 : lauréat du Prix de la critique de l'Association québécoise des critiques de théâtre pour Oxygène[8]
- 2015 : lauréat du Prix de la critique de l'Association québécoise des critiques de théâtre pour Tout Artaud?![8]
- 2016 : finaliste au Prix Siminovitch[8]
- 2016 : lauréat du Prix de la critique de l'Association québécoise des critiques de théâtre pour Dans la République du bonheur[8]
- 2016 : lauréat du Prix de la critique de l'Association québécoise des critiques de théâtre pour Sauvageau Sauvageau[8]
- 2018 : lauréat du Prix de la critique de l'Association québécoise des critiques de théâtre pour Portrait of Restless Narcissism[11]
- 2019 : finaliste au Prix Siminovitch[18]
- 2019 : finaliste du Prix de la critique de l'Association québécoise des critiques de théâtre pour Le reste vous le connaissez par le cinéma[11]
- 2022 : finaliste du Prix de la critique de l'Association québécoise des critiques de théâtre pour Titre(s) de travail[29]